# Viação de Sernache
A Companhia Viação Sernache foi uma empresa de camionagem com vastas operações em Portugal nas décadas de 1930 a 1970. Estava sediada em Cernache do Bonjardim, no Município da Sertã.

## História
Foi criada em 1927 por Libânio Vaz Serra, um próspero industrial e proprietário local. Em 1934, lançou uma carreira entre a Sertã e Lisboa com paragens em Cernache, Tomar, e Santarém. Segue-se uma carreira entre Oleiros e Lisboa (com chegada na Avenida Almirante Reis), em 1937.
Foi fundado no seio da empresa o Grupo Desportivo Viação de Sernache como estrutura de ocupação de tempos livres dos funcionários; com a designação alterada para Grupo Desportivo Vitória de Sernache haveria em 1975 de sobreviver à própria empresa-mãe.
A partir de 1960, a Viação Sernache começou a expandir-se através da aquisição de outras empresas de camionagem — Abílio José Alves, Empresa de Transportes do Zêzere, Electro-Moagem Riba Côa, Empresa de Viação e Comércio de Alenquer, “Palhinhas”, Auto-Viação Bucelense, Eduardo Justo e C.ª, António Barreiro Fernandes, e Transportes de Manteigas.
Em 1975 a Viação Sernache empregava 1135 funcionários e detinha a terceira maior frota de camionagem de Portugal, com 295 veículos — o que ditou a sua nacionalização e incorporação na Rodoviária Nacional: as suas 132 carreiras e 2845 km de concessões foram integrados nas CEPs 3, 5, e 6.